# Thomas Bredahl
Thomas Bredahl, född 2 november 1980,  är en dansk gitarrist och sångare. Han har sitt eget band, Gob Squad, sedan 1996. 2007 blev han uppringd av Volbeats sångare Michael Poulsen och blev erbjuden att provspela med Volbeat. Thomas hade ett krav, att han fick fortsätta med sitt eget band samtidigt och sen dess har han även varit gitarrist i Volbeat.
Den 28 november 2011 bekräftade Volbeat att Thomas inte längre är en del av bandet.
Enligt Volbeat's hemsida säger dom så här:
"Volbeat har beslutat att gå skilda vägar med Thomas Bredahl. Att vara i ett band är på många sätt liknar ett äktenskap med upp- och nedgångar. Ibland kan du arbeta ut det och ibland måste du gå skilda vägar ... Vi vill tacka honom för det arbete han har lagt ned för Volbeat och vi önskar honom all lycka i framtiden. Volbeat spelar alla visar som annonserade, antingen som en trio eller med en ersättare gitarrist. Just nu vi tar en välförtjänt paus och vi kommer att vara tillbaka på vägen i januari, redo att rocka Gigantour och Wacken."
Thomas använder en Gibson Les Paul gitarr och en ESP Eclipse gitarr.

## Diskografi

### Med Gob Squad
- 2004: Call For Response
- 2005: Far Beyond Control
- 2008: Watch The Cripple Dance

### Med Volbeat
- 2008: Guitar Gangsters & Cadillac Blood
- 2010: Beyond Hell/Above Heaven